# Dimbi Tubilandu
Dimbi Tubilandu (Kinshasa, 15 marzo 1948 – Kinshasa, 17 giugno 2021) è stato un calciatore della Repubblica Democratica del Congo, di ruolo portiere.

## Carriera
Insieme alla Nazionale di calcio della Repubblica Democratica del Congo vince la Coppa d'Africa 1974, successivamente si qualifica e partecipa al campionato del mondo 1974 in qualità di secondo portiere, riserva del titolare Mwamba Kazadi. A differenza della maggior parte dei portieri, non è di altezza elevata, arrivando appena sotto il metro e settanta e fisicamente dimostra un'età inferiore rispetto a quella anagrafica. Nel corso della rassegna tedesca, resta in panchina nella prima partita, persa dallo Zaire contro la Scozia. Fa il suo esordio nella seconda sfida della prima fase a gironi, contro la Jugoslavia, quando il CT Blagoja Vidinić lo inserisce al posto di Kazadi su ordine diretto del dittatore Mobutu dopo venti minuti di gioco: dopo pochi secondi, Josip Katalinski realizza la quarta rete. Tubilandu non riesce a evitare la goleada degli jugoslavi e la sfida finisce 9-0. Nel 1985 è richiamato in nazionale.

## Palmarès
- Coppa d'Africa: 1

Egitto 1974

### Videografia
- Federico Ferri, Federico Buffa, Storie Mondiali: Arancia Meccanica (1974), Sky Sport, 2014.